# Potyczka pod Pińczowem
Potyczka pod Pińczowem – potyczka powstania styczniowego stoczona 5 maja 1864 roku w okolicy miasta Pińczów. Starcie odbyło się między oddziałem powstańczej żandarmerii pod dowództwem Władysława Nowackiego-Kopaczyńskiego pseudonim „Junosza”, a oddziałem rosyjskim. Starcie zakończyło się przegraną powstańców.
Po stoczonej bitwie pod Żeleźnicą oddział Nowackiego ciągle był tropiony przez jazdę i piechotę rosyjską. Junosza uciekając przed obławą ruszył z powrotem do województwa krakowskiego przebiegając przez Jędrzejów, Wodzisław aż do Pińczowa. W tym ciągłym uciekaniu oddział powstańczy stracił 1 podoficera. Ostatecznie 8 maja 1864 r. Nowacki rozpuścił swój oddział. W tym momencie był to już jedyny oddział powstańczy znajdujący się w województwie krakowskim. 